# 美月優芽
美月 優芽（みつき ゆめ、1991年8月9日 - ）は、日本のAV女優。株式会社ディクレア（Declare Promotion）所属。

## 人物・来歴
兵庫県出身。特技は、絵を描くこと、テニス。2012年6月にAVデビュー。

## 出演作品

### アダルトビデオ

#### 2012年
- 新人デビュー BoinBox 新フェチモザイク（6月1日、ABC/妄想族）
- EroBody /93cm Gカップ（6月25日、デジタルアーク）
- 悩殺ビキニライン 爆乳ギャルのヤリマンHカップ（7月1日、ワンズファクトリー）
- アナル100人 100選図鑑 120分（7月6日、映天）共演:美月しのぶ、北川瞳、木咲美琴、菅野みいな、希本なつ美、沙藤ユリ、大島あいる、小西真琴、吉野麻衣子、他90名
- 女性専用洗体エステ（7月6日、映天）共演:さとう遥希、美月しのぶ、桜木莉愛
- the GAL NAN（7月19日、グローリークエスト）共演:立花樹里亜、清水リサ、おぐりみく
- BoinBox2 爆乳痴女GAL 新フェチモザイク（6月1日、ABC/妄想族）
- ロディオ・ギャルズ★ザーメン・パーティー in Tokyo 騎っかり腰ふり黒ギャルを真っ白に汚す素人汁（7月20日、ドリームチケット）
- 昼は歯科助手、夜はフーゾク Hカップ102cm（7月20日、チェリーズ）
- BBB BIG BOOBS BUTT（8月6日、メディア総販ソレイル）
- 意地の悪い寸止め手コキ（8月13日、マルクス兄弟）共演:長澤あずさ、亜佐倉みんと、EMI、ましろふわり、柳田やよい、美村ひろ子、星咲あおい
- 爆乳痴女手コキ（8月18日、映天）共演:小倉ゆず、森永ひよこ、沙藤ユリ、相奈さゆき、園田セイラ、小西麻琴、美月しのぶ、長澤あずさ、前田優希
- 自宅に派遣された巨乳女子大生講師をハメる（9月14日、S級素人）
- 理由ありセレブの風俗面接 中出しできる人妻ソープランド IV・巨乳若妻編（9月18日、グラフィティジャパン）共演:前田ちえ、高城さやか、霧島あんな
- 淫猥なカラダG93（9月19日、みるきぃぷりん♪）
- 上司はボイン漫画家（9月19日、OPPAI）
- 街角美少女を、本気でヤッちゃいました。 vol.05（9月21日、プレステージ）共演:吉高マリア、玉井千夏、陽咲花音、真木レイラ、大橋くる実、矢沢りょう、小川響子
- ボインな妹 ドM化プロジェクト 執行委員会 Hカップ102cm（9月21日、チェリーズ）
- お試しAVかっ! ハメてみなけりゃ帰れマ○○2（9月21日、チェリーズ）共演5名
- 恥辱の女潜入捜査官6 巨乳崩壊（10月1日、シネマジック）
- BoinBox3 最高級巨乳輪ギャル風俗嬢 新フェチモザイク（10月1日、ABC/妄想族）
- 絶頂セルフ揉み舐めオナニー15連発（10月5日、映天）共演:立花結衣、鮎川みさと、木咲美琴、大島あいる、朋香めい、長谷川杏実、かえでみく、前田優希、星山里穂、持田美琴、小倉ゆず、桜木莉愛、高沢沙耶、桜井はづき
- 監禁された女が壊れてゆく…（10月7日、アタッカーズ）
- アヘアヘボインH（10月13日、E-BODY）
- サウナレディのお仕事 性交マッサージスペシャル 3（10月18日、SODクリエイト）共演:小出遥、新山かえで、他3名
- kira☆kira BLACK GAL BEACH 2012 逆レイプ-男を犯し続ける黒ギャルW爆乳-（10月19日、kira☆kira）共演:橘なお
- 誘惑爆乳生保レディー（10月26日、セブン）
- 素人援交生中出し 145（10月31日、プラム）
- W爆乳痴女 肉弾圧迫エクスタシー 〜ムッチリ相棒エージェント（11月1日、Fitch）共演:大島あいる
- 高身長スレンダー美女が爆乳ロリをレズ調教（11月19日、アンナと花子）共演:愛咲れいら
- 侵入!!狙っていた巨乳のあの子を濃厚夜這い（11月19日、ex）共演:花蓮、山田マリコ、菅野みいな、大島あいる、美月しのぶ、桜井はづき、園田セイラ
- ガチ援●交際 東京編 4時間 2（11月23日、ケイ・エム・プロデュース）共演:北川瞳、長谷川ゆり、水城りあ、桐谷凪沙、水守悠、立花くるみ
- 淫乱グラマラス Deep Lesbian（12月1日、U&K）共演:本真ゆり
- ムチGAL濡れヌル爆乳BODY（12月1日、ワンズファクトリー）
- 実在した!!女生徒が「射精」の実権を全て支配する射精管理学園（12月6日、GARCON）共演:AIKA、水城りあ、相葉レイカ
- 超ギャルブチギレ手コキ!! Vol.2 〜お前らってキレられながら手コかれて興奮してるとか、マジ変態じゃん!!〜12月6日、GARCON）共演:ayami、春希ゆきの、Erina、橘ひなた、宮下つばさ、河西ちなみ、前田陽菜、大森美玲、美鈴リリカ、君嶋千夏、水城りあ、茜梨乃、愛代さやか、蒼乃ミク、姫咲るい、小倉もも、朝桐光、AIKA、相葉レイカ
- 悩殺!むっちむちボインちゃん家庭教師（12月13日、カルマ）
- kira☆kira SPECIAL kira☆kira6周年特別企画 BLACK GAL SPECIAL-男を犯す集団黒ギャル!壮絶大乱交400分スペシャル-（12月19日、kira☆kira）共演:さくら悠、立花樹里亜、琥珀うた、瀬名あゆむ、 瑠菜、Sumire、橘亜希、水城りあ、野原ニコ、桜りお
- OPPAI 爆乳温泉大乱交 集団痴女に中出し3時間（12月19日、OPPAI）共演:青山菜々、桜木莉愛、大島あいる、羽月希、知世奏、持田美琴、星野来夢
- パイズリ列伝!爆乳ヤンキース Hカップ102cm 夜露死苦!（12月21日、チェリーズ）
- ADモミゾーがイクッ! ためしてドッピュン 素人巨乳試射室（12月21日、チェリーズ）共演5名
- 子宮めがけて激飛びザーメン発射!乳マ○コ・膣マ○コ中出し（12月25日、本中）

#### 2013年
- リア充温泉サークルのオフ会乱交流出映像（1月1日、ズッコン/バッコン）共演3名
- GARCONファン感謝祭 可愛さ最強ギャル軍団と行く!!ギラツキMAX素人男性サン限定 温泉バスツアー!!! VOL.3（1月10日、GARCON）共演:友田彩也香、橘ひなた、水城りあ、琥珀うた
- ギャルは顔舐めで愛を表現する（1月18日、ドリームチケット）共演:立花樹里亜、杏樹、相葉レイカ、宮下つばさ、安西優子、 瀬名あゆむ、つばさ
- ボインボックスベスト White＆Black 4時間 新フェチモザイク（1月19日、ABC/妄想族）個人ベスト
- kira☆kira BLACK GAL SPECIAL 黒ギャル極上ソープランド★超爆乳集団（1月19日、kira☆kira）共演:さくら悠、佐藤あや奈
- 世界一ザーメンを大量に発射する男のぶっかけSEX（1月19日、ROOKIE）共演:愛咲れいら
- 爆乳最強風俗 激ヌキ4時間 10名（1月19日、ABC/妄想族）共演9名
- 淫乳ボディー Hcup 爆乳ギャル女子校生（1月25日、デジタルアーク）
- 深夜に一人でコンビニで立ち読みしている巨乳女は男を欲してるヤリマン女、巨乳目当てに近づく男達を待っていたかのように即ハメ! 3（1月25日、ケイ・エム・プロデュース）共演4名
- 本番NGのデリヘル嬢に発情ドリンク&発情クリームで発情させてセックス出来るか?（2月1日、ex）共演4名
- JK Bitch 生ハメ中出しゴックン当たり前 爆乳ギャルの親父狩り（2月4日、メディア総販ソレイル）
- 授業中に思わず勃起してしまったのをクラスの意地悪なギャル達に見つかってしまい性欲処理玩具にされてしまった僕!!（2月7日、GARCON）共演:水城りあ、AIKA、相葉レイカ
- 爆乳黒ギャルソープ パイズリ挟射&中出しスペシャルコース（2月19日、OPPAI）共演:橘なお
- 催淫ハーブ焚いて吸って!B115と巨乳 汗塗れ無限キメセ!2（2月21日、シュガーワークス）
- ハワイ式リラクゼーションHula-Waikiki II（3月1日、変態紳士倶楽部）共演3名
- 黒生エロ乳レズビアン（3月19日、アンナと花子）共演:HIKARI
- Charisma GAL GET YOU! 11（3月22日、ワンダフル）
- 庭教師が童貞の教え子1○才の子供を妊娠 禁断の快楽に溺れるショタコン家庭教師 2 (4月11日、V&Rプランニング) 他出演:みなせ優夏
- 爆乳小便まみれ大乱交 (4月25日、OPERA) 共演:当真ゆき、深田梨菜
- 授業中に思わず勃起してしまったのをクラスの意地悪なギャル達に見つかってしまい性欲処理玩具にされてしまった僕!! vol.02 (5月9日、GARCON) 共演:中川美香、HIKARI、児島奈央、大森美鈴
- 恵比寿ナンパ (5月16日、グローリークエスト) 他出演:希咲あや、彩季レナ、遠藤あいこ
- 奪われたアナル処女 肛姦に悶え狂うカリスマ爆乳モデル (6月25日、ダスッ!)
- カーウォッシュギャルレイプ (7月18日、グローリークエスト) 共演:愛乃なみ、HIKARI、杏紅茶々
- 超ギャル Wブチギレ手コキ!! (8月8日、GARCON) 共演:児島奈央、向井杏、北川いつき、秋菜はるか、瀬名あゆむ、中川美香、蒼乃ミク、河西あみ、琥珀うた
- ギャル逆痴漢制裁バス (9月5日、GARCON) 共演:琥珀うた、河西あみ、HIKARI、杏紅茶々
- 変態公衆便所タンツボ肉便器女 (9月5日、グローリークエスト)
- 寝取り夜這い 2 彼氏の横で寝取られてしまった女たち (9月19日、グローリークエスト) 他出演:板野有紀、葵こはる、Maika、後藤えみ
- Kira☆kira STREET GAL&おやじっち ギャルママ子育てそっちのけで顔面騎乗 (10月19日、Kira☆Kira) 共演:相沢恋

#### 2014年
- 子だくさんの俺なのに、姉は不妊治療中で全く子供が出来ない。そんな姉が不妊治療仲間の人妻達を集めて毎日俺に無理矢理子作りセックスを迫ってくる (5月10日、V&Rプランニング) 共演:工藤美紗、渡辺美羽、吉田美桜、遠藤あいこ
- 保険勧誘の為のHOW TO 枕営業講座 巨乳実践編 (6月5日、V&Rプランニング) 共演:工藤美紗、渡辺美羽
- 「私たちは今、チ○コにハマっています!」チ○コフェチには男の人格必要なし!チ○コだけがほしい! (8月7日、Mr.michiru) 他出演:HIKARI、内村りな、篠田ゆう、松田杏奈、加納綾子、椿のぞみ
- あれっ、さっきまで普通だったのに… 一緒にいた女が錠剤を飲んだら、すごく淫乱になって僕を言葉責めとともに襲ってきた!そして気付いたら裸にされゴムもつけずに挿入させてきた。 (10月9日、Mr.michiru) 他出演:内村りな、相葉レイカ、HIKARI、水原さな、加納綾子、松田杏奈

#### 2015年
- 友達の彼女に何度も中出し! ボクの友だちが、彼女連れでボクの部屋にやって来てノロケまくりでムカつく!! しかも隠していたAVを見つけられオナニー野郎とバカにしてくる。帰った後、悔しくて彼女をおかずにオナニーしようとしたら、先ほどの彼女が一人再訪問。どうやら彼氏とのHが上手くいかず、ボクのAVで勉強したいらしい。二人でAVを見ているとなにやらモジモジとする彼女。童貞だけど見栄を張って「二人で練習してみようか」と言うとムラムラしていた彼女はなんとゴム有りならOK。でも彼氏とでも絶対NGな生挿入＆生中出しをしてみたくなり、ゴムを外してコッソリ中出し。 怒られると思いきや彼女は、中出しの快感が忘れられず何度も中出しを求められて、今では中出しセフレに!（3月5日、Hunter）他出演:夕城芹、春山彩香、篠宮ゆり、真野ゆりあ
- マ○コを押し付けて中出しをねだる淫乱デリヘル嬢 (11月13日、Redcat)

#### 2016年
- 無理矢理着るからポロリ連発!!ちびっこキャラ衣装専門爆乳コスプレイヤー (4月13日、MOODYZ) 他出演:水野朝陽、美咲かんな
- 爆乳アスリート 引き裂きアナル拷姦 (6月1日、V)

### WEB
2012年
- ゆめ（8月3日 - 、High SCENE）
- Perfect-G 397（11月14日 -、PERFECT-G）
- トイズハートプレゼンツBUBKA「きのう誰食べた」（2012年12月11日ゲスト出演、ニコニコ生放送）[2]